# Verzetsmonument Driebergen
Het verzetsmonument in Driebergen is een monument ter ere van het Nederlands verzet in de Tweede Wereldoorlog.

## Achtergrond
Het monument in Driebergen herinnert aan twaalf omgekomen inwoners die actief waren in het verzet, onder wie Jan van Bijnen, landelijke sabotagecommandant van de Landelijke Knokploegen, en knokploegleider Samuel Esmeijer. Zij verloren eind 1944 het leven nadat ze bij de voorbereiding van een bevrijdingsoverval bij een vuurgevecht betrokken raakten. Vier anderen werden gefusilleerd in Kamp Amersfoort. 
Beeldhouwer Wim Harzing kreeg in 1948 de opdracht een gedenkteken te maken. Een van zijn dochters stond model voor de keramische vrouwenfiguur die haar boeien verbreekt. Harzing maakte wel vaker beelden van gebakken klei, maar het is een van zijn weinige profane beelden. Het beeld werd opgericht in het park De Wildbaan.

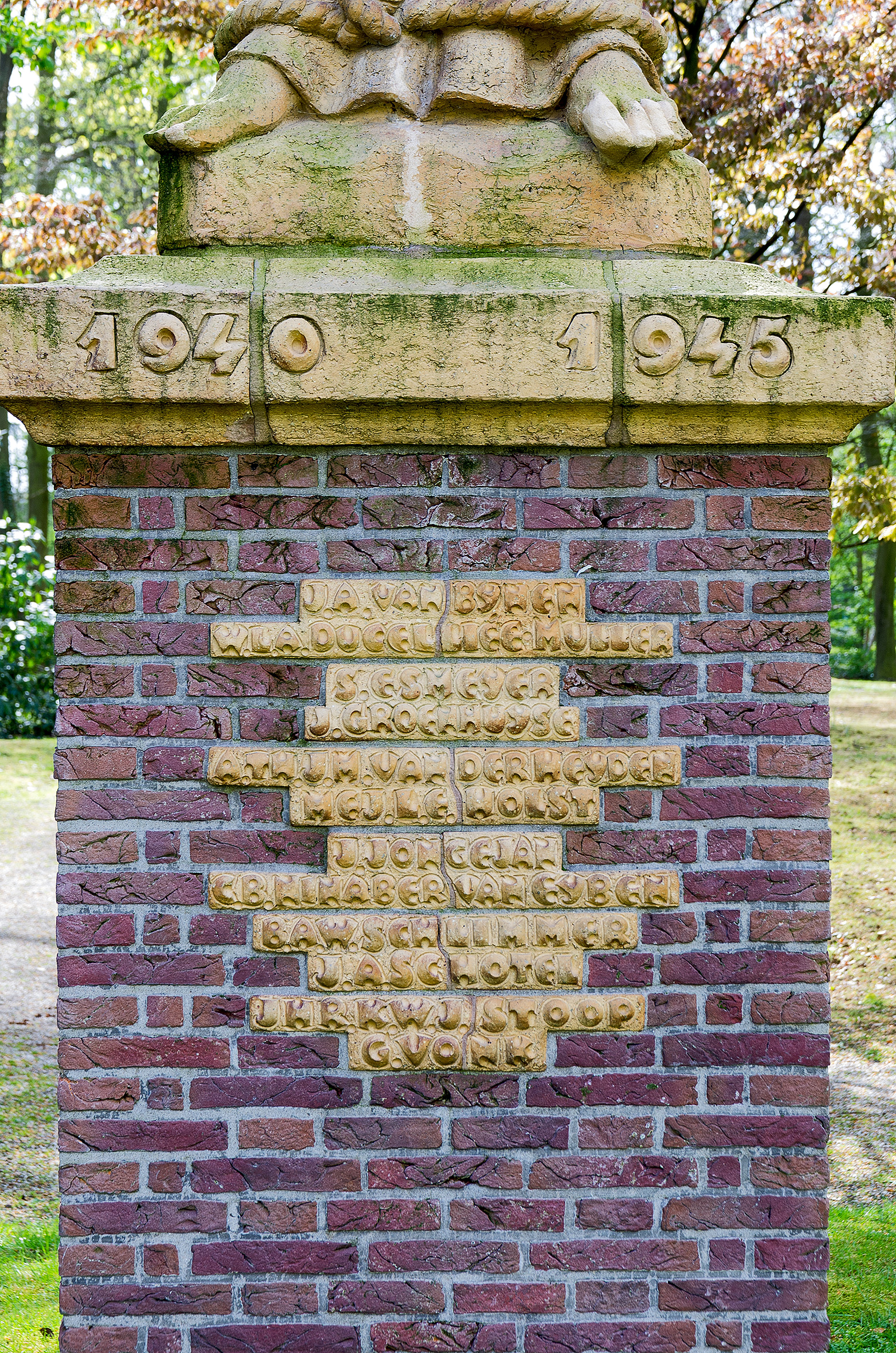
Namen van de twaalf verzetsmensen

## Beschrijving
Het monument bestaat uit een beeld van een jonge vrouwenfiguur ten voeten uit. Zij verbreekt met gebalde vuisten de touwen waarmee zij is geboeid. Het beeld staat op een gemetselde, bakstenen sokkel, waarop aan de voorzijde de namen van de twaalf omgekomen verzetsstrijders worden vermeld:

J.A. VAN BIJNEN

W.L.A. DU CELLIEE MULLER

S. ESMEIJER

J. GROENHUIJSE

A.TH.J.M. VAN DER HEIJDEN

MEJ. L.E. HOLST

J. JONGEJAN

C.B. NINABER VAN EIJBEN

B.A.W. SCHLIMMER

J.A. SCHOTEL

JHR. K.W.J. STOOP

G. VONK